# Liste des tunnels de l'Algérie
Cette page recense les tunnels routiers, ferroviaires ainsi que les tunnels-canaux en Algérie.

## Tunnels routiers
| Nom                        | Longueur [m] | Année | Commune(s)               | Route/Autoroute |
| -------------------------- | ------------ | ----- | ------------------------ | --------------- |
| Tunnel de Kherrata         | 6 900 m      | 1988  | Kherrata                 | N9              |
| Tunnels d'El Hamdania      | 4 800 m      | 2019  | Sidi Madani, El Hamdania | A1              |
| Tunnel de Djebel El Ouahch | 2 500 m      | -     |                          | A2              |
| Tunnel d'El Kentour        | 2 500 m      | 2015  |                          | A2              |
| Tunnels de Bouzegza        | 2 450 m      | 2011  | Lakhdaria                | A2              |
| Tunnel de Sidi Aïch        | 1 665 m      | 2023  | Sidi Aich                | A20             |
| Tunnel de Djebahia         | 1 300 m      | 2013  | Djebahia                 | A2              |
| Tunnel de Oued Ouchayah    | 900 m        | 1991  | Bachdjerrah              |                 |
| Tunnel des Facultés        | 120 m        | 1948  | Alger                    |                 |

## Tunnels ferroviaires
| Nom                | Longueur [m] | Année | Commune(s)         | Lignes               |
| ------------------ | ------------ | ----- | ------------------ | -------------------- |
| Tunnel d'El Qantas | 7 300 m      | 2019  | Hoceinia           | Ligne d'Alger à Oran |
| Tunnel d'El Achir  | 5 202 m      | 2002  | El Achir, Mansoura |                      |
| Tunnel de Ramdane  | 2 900 m      | 2016  |                    | Ligne d'Alger à Oran |